# Cathy Konrad
Cathy Konrad (* 29. Juni 1963) ist eine US-amerikanische Filmproduzentin.

## Karriere
Konrad wurde 1963 geboren und begann ihre Karriere 1996 mit dem Film Baby Business von Alexander Payne. Im Jahr 1997 lernte sie den Regisseur James Mangold bei der Produktion von Cop Land kennen und heiratete ihn 1998. Aus der Ehe gingen zwei Kinder hervor. Bis 2012 und dem Knight and Day unterstützte sie jeder seiner Filme als Produzentin. Die beiden reichten 2014 die Scheidung ein. Die Fernsehserie Zoo war eigentlich als kleinerer Film geplant, aber der Erfolg von Under the Dome führte Konrad dazu, eine größere Fernsehserie zu planen. Im Jahr 2022 produzierte Konrad das Reboot der Screamreihe Scream und 2023 Scream VI. In einer Podiumsdiskussion sagte sie, dass es als Produzentin bei kleineren Filmen wichtig sei, stets weiter Projekte in der Hinterhand zu haben.

## Filmografie (Auswahl)
- 1996: Baby Business
- 1996: Beautiful Girls
- 1996: Scream – Schrei!
- 1997: Cop Land
- 1997: Scream 2
- 1998: Wide Awake
- 1999: Tötet Mrs. Tingle!
- 1999: Durchgeknallt
- 2000: Scream 3
- 2000: Vengo (Regie)
- 2001: Lift
- 2001: Kate & Leopold
- 2002: Super süß und super sexy
- 2003: Identität
- 2005: Walk the Line
- 2007: Todeszug nach Yuma
- 2006–2008: Men in Trees (Fernsehserie, 36 Folgen)
- 2010: Knight and Day
- 2011: Scream 4
- 2012–2013: Vegas (Fernsehserie, 21 Folgen)
- 2015–2017: Zoo (Fernsehserie, 23 Folgen)
- 2019: Scream (Fernsehserie, 16 Folgen)
- 2022: Scream
- 2023: Scream VI

## Auszeichnungen
- 1997: High Hopes Award des Filmfest München für Baby Business
- 1997: OFTA-Film-Award-Nominierung in der Kategorie Bester Sci-Fi/Fantasy/Horrorfilm für Scream – Schrei!
- 1998: OFTA-Film-Award-Nominierung in der Kategorie Bester Sci-Fi/Fantasy/Horrorfilm für Scream 2
- 2006: PGA-Award-Nominierung in der Kategorie Bester Produzent eines Spielfilms für Walk the Line
- 2008: Costume Designers Guild Award in der Kategorie Bester Produzent